# Petrus Govarts
Petrus Govarts (Turnhout, 8 december 1644 - Mechelen, 17 september 1726) was een Zuid-Nederlandse theoloog en apostolisch vicaris van de Rooms-Katholieke Kerk. Zijn zinspreuk was Fuge te ipsum ("Ontvlied u zelve").

## Studie en loopbaan
Petrus Govarts studeerde theologie in het College van Paus Adrianus in Leuven, werd professor in de retorica, de dialectiek en de filosofie. In 1672 behaalde hij het licentiaat in de rechten en in de Godgeleerdheid. In 1675 promoveerde hij tot doctor in de rechten.
In 1675 nam hij het bestuur over van het Malderuscollege. Hij kreeg in 1676 een prebende in de Kathedraal van Brussel. In 1680 werd hij kanunnik in de St. Pieterskerk in Leuven. In 1679, 1684 en 1686 was hij Rector magnificus van de Leuvense univerversiteit. In 1689 werd hij kerkelijk raadsheer in de Hoge Raad van Mechelen en bestuurde hij als vicaris-generaal van de Aartsbisschop van Mechelen Humbertus Guilielmus de Precipiano het Aartsbisdom Mechelen. Eind 1701 werd hij door Paus Clemens XI benoemd tot apostolisch vicaris van 's-Hertogenbosch. Hij mocht door een verbod van de regering niet in zijn vicariaat verblijven en benoemde de pastoor van Heeze, Aegidius van der Voort tot zijn plaatsvervanger.

## Apostolisch vicaris
Govarts ondervond het verbod om in de Meijerij te komen aan den lijve toen hij, op de terugreis van een diplomatieke missie van de Heilige Stoel naar 's-Gravenhage, zijn bisdom aandeed en op 10 januari 1704 werd gearresteerd. Nadat een aantal voorname katholieken de borgtocht hadden betaald werd hij weer vrijgelaten. In het bisdom volgde er een periode van vervolgingen waarbij bedehuizen werden gesloten en priesters gevangen werden gezet. Vooral de reguliere geestelijkheid moest het ontgelden en wendden zich tot het hof in Brussel. Ook Govarts ondernam pogingen om het tij te keren. Na het betalen van een groot geldbedrag in 1710 kwam aan de vervolgingen een eind en werden de gevangen priesters vrijgelaten. Tegen de wens van de religieuzen in, bleef Govarts de seculiere priesters, die de zielszorg hadden overgenomen, ondersteunen. Nadat hij op 9 september 1726 de gelovigen nog op de hoogte had gebracht over de feestelijkheden ter gelegenheid van de verkiezing van Paus Benedictus XIII, overleed Govarts op 17 september 1726. Hij werd begraven in de Gasthuiskerk in Geel.